# Donkey Kong Country Returns
Donkey Kong Country Returns é um jogo eletrônico de plataforma de rolagem lateral desenvolvido pela Retro Studios e publicado pela Nintendo para o Wii. O jogo foi lançado na América do Norte em novembro de 2010, e na Europa e no Japão no mês seguinte. Uma versão do jogo para o Nintendo 3DS, desenvolvida pela Monster Games e intitulada Donkey Kong Country Returns 3D, foi anunciada em fevereiro de 2013 e lançada na América do Norte e Europa em maio de 2013, e no Japão no mês seguinte.
A história do jogo foca em um grupo maligno de criaturas similares a Tiki conhecidos como a Tiki Tak Tribe, que são soltas na Donkey Kong Island e hipnotizam os animais da ilha para roubar as bananas de Donkey Kong. Isso força ele a recuperar esse tesouro com a ajuda de seu amigo Diddy Kong. Donkey Kong Country Returns foi o primeiro jogo tradicional de consoles da franquia Donkey Kong desde o lançamento de Donkey Kong 64 em 1999, e também o primeiro jogo da franquia Donkey Kong Country a não envolver a desenvolvedora da trilogia original, a Rare. O jogo foi um sucesso comercial e de críticas; mais de 6,53 milhões de cópias foram vendidas mundialmente, tornando-o um dos jogos mais vendidos no Wii, e ele foi aclamado por seus gráficos, design de níveis e jogabilidade, apesar de seus controles de movimento e seu nível de dificuldade terem recebido opiniões mais mistas. Uma sequência, Donkey Kong Country: Tropical Freeze, foi lançada para Wii U em fevereiro de 2014 e para Nintendo Switch em maio de 2018. Uma versão em alta definição desenvolvida pela Forever Entertainment, intitulada Donkey Kong Country Returns HD, foi lançada em 16 de janeiro de 2025 para o Nintendo Switch.

## Jogabilidade
Jogadores controlam o protagonista da série, Donkey Kong, bem como seu amigo Diddy Kong em algumas situações, com muitos elementos tradicionais da série Donkey Kong Country retornando, como níveis de carrinhos de mina, a habilidade de balançar em cipós e coletar bananas, as letras colecionáveis "KONG" e as peças de quebra-cabeça. Novos elementos de jogabilidade incluem níveis onde os personagens e ambientes no primeiro plano aparecem como silhuetas, levando a muitas novas mecânicas de jogo. No modo para um jogador, é possível jogar como Donkey Kong, mas Diddy Kong monta nas costas de Donkey Kong, e ele pode utilizar a mochila a jato de Diddy para saltar distâncias maiores. O modo multijogador permite que um segundo jogador controle Diddy Kong. Se um dos personagens morre no modo para dois jogadores, ele pode ser trazido de volta se o outro personagem atingir um "DK Barrel" que flutua para dentro da tela, uma mecânica similar à utilizada em New Super Mario Bros. Wii. Para evitar o surgimento de problemas por níveis diferentes de habilidade entre os jogadores, Diddy pode subir nas costas de Donkey para ter um papel mais passivo, enquanto sua mochila a jato pode ser usada para tornar os saltos de seu parceiro mais fáceis. Donkey e Diddy podem bater no chão para derrotar inimigos ou revelar itens secretos.
O jogo oferece dois esquemas de controle, com o sistema padrão utilizando o Wii Remote em conjunção com o Nunchuk, enquanto uma abordagem mais clássica requer que o Wii Remote seja segurado horizontalmente. Os dois métodos usam controles de movimento para bater no chão. Além dos elementos comuns à série como segredos e desbloqueáveis, também há um modo opcional de corrida contra o tempo. Dois companheiros animais, Rambi e Squawks, aparece para auxiliar Donkey Kong em certos momentos do jogo. O jogo também utiliza o modo "Super Guia" que havia aparecido anteriormente em New Super Mario Bros. Wii e Super Mario Galaxy 2. Se o jogador perder oito vidas em um único nível, ele recebe a opção de permitir que um Donkey Kong branco de nome Super Kong tome o controle e complete o nível por ele. Entretanto, Super Kong não procura itens colecionáveis, nem mostra ao jogador onde ele está. Ele também fica com qualquer coisa que ele acabar por coletar, então o jogador não recebe nenhum destes itens.
Depois de derrotar Tiki Tong, uma fase adicional chamada "The Golden Temple" é desbloqueada. Para jogar este nível, o jogador deve encontrar objetos chamados "Rare orbs" escondidos no templo de cada um dos mundos. Ao completar o Golden Temple, um jogo modo é desbloqueado, chamado de Mirror Mode. Neste modo, as fases são invertidas, Donkey Kong tem apenas uma unidade de vida, ele não pode utilizar itens comprados de Cranky Kong, e não pode receber nenhuma ajuda de Diddy Kong.

## Enredo
A história do jogo gira em torno de criaturas conhecidas como Tikis, que são novas adições à série. Os diferentes tipos de Tikis cumprem o papel de antagonistas na história, substituindo os Kremlings de Donkey Kong Country. Cranky Kong, proprietário de lojas pela ilha, é o único membro da família Kong que aparece além de Donkey e Diddy. A história começa quando um grupo de Tikis malignos conhecidos como a Tiki Tak Tribe chega na Donkey Kong Island depois de ser acordado por uma erupção vulcânica, tocando música para hipnotizar os animais, principalmente elefantes, zebras, girafas e esquilos na ilha para roubar as bananas de Donkey Kong e Diddy Kong. Já que Donkey Kong é resistente à música dos Tikis, ele trabalha com Diddy para recuperar seu monte de bananas. Através do jogo, a dupla viaja por nove mundos para recuperar suas bananas roubadas: o Templo Dourado, o Vulcão, a Fábrica, o Penhasco, a Floresta, a Caverna, as Ruínas, a Praia e a Selva. Em cada mundo, eles devem derrotar um líder da Tiki Tak Tribe: Kalimba, a Maraca Gang, Gong-Oh, Banjo Bottom, Wacky Pipes, Xylobone, Cordian (que hipnotiza outros habitantes da ilha para lutar contra os Kongs), e Tiki Tong, o rei da Tiki Tak Tribe. Depois que Tiki Tong é derrotado, os Kong são lançados ao espaço, onde dão socos e cabeçadas na Lua até derrubá-la, esmagando a base de Tiki Tong e fazendo bananas voarem por todos os lados.

## Desenvolvimento

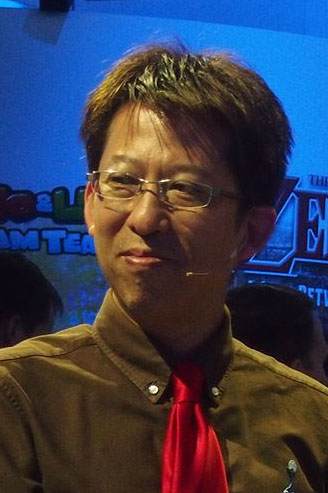
Kensuke Tanabe foi o produtor de Returns. Ele aparece aqui na Electronic Entertainment Expo de 2013.

O desenvolvimento de Donkey Kong Country Returns começou em abril de 2008, pouco depois de funcionários importantes da Retro Studios deixarem a empresa. Nessa época, Shigeru Miyamoto queria criar um novo jogo Donkey Kong e, a seu pedido, o produtor Kensuke Tanabe recomendou Michael Kelbaugh, diretor executivo da Retro Studios, que havia trabalhado na série Donkey Kong Country quando era funcionário da Nintendo of America. Satoru Iwata frequentemente se referia a esta sequência de acontecimentos como "destino" em suas reuniões com a Retro Studios, que é o motivo pelo qual Kelbaugh sugeriu o homófono codinome F8 para o jogo.
Da mesma forma que New Super Mario Bros., o jogo foi desenvolvido com a intenção de evocar sensações nostálgicas em jogadores com seu estilo e som, ao mesmo tempo que tenta oferecê-los novas experiências de jogo. A Retro tentou tornar o jogo "acessível a todos os jogadores," mas com um "tipo de dificuldade que faz os jogadores quererem tentar de novo." O jogo emprega gráficos tridimensionais e completamente poligonais com níveis contendo três vezes a quantidade de texturas e polígonos que Metroid Prime 3: Corruption da Retro oferecia em uma única sala. Apesar de Miyamoto inicialmente rejeitar a ideia, um modo para dois jogadores simultaneamente foi eventualmente adicionado, ao invés do sistema de tag team da série original. Tanabe disse que uma inspiração parcial deste modo foi para fazer Returns "se destacar" quando comparado com o relançamento de Donkey Kong Jungle Beat para o Wii. Ao longo de seis meses, dois terços das ferramentas e do motor do jogo tiveram que ser reescritas pelos programadores, os sistemas de animação e colisão sendo sujeitos à maior quantidade de mudanças. Apesar de experimentos terem sido feitos com fases subaquáticas, elas foram omitidas do produto final por serem muito lentas e parecerem não se encaixar com a jogabilidade geral do jogo. Dois níveis do jogo, "Tidal Terror" e "Mangoruby Run", foram os mais difíceis de criar e programar, cada um precisando de meses de desenvolvimento. Em Returns, a Retro tentou usar o mesmo motor de câmera usado para a Morph Ball em Metroid Prime, mas concluiu que ela não era capaz de lidar com os movimentos rápidos e complexos dos personagens, particularmente depois da implementação do modo de dois jogadores. Muitas fases permitem que os jogadores saltem entre o plano de fundo e o primeiro plano; esta mecânica foi inspirada em Virtual Boy Wario Land.
O desenvolvimento acelerou no início de 2010, e o projeto estava "começando a ser coeso como um jogo" por volta da época da E3. Donkey Kong Country Returns foi oficialmente anunciado na conferência de imprensa da Nintendo em 15 de junho, com quatro fases jogáveis disponíveis. Apesar de o lançamento do jogo ter sido anunciado para aquele ano, a equipe ainda tinha 70 fases para criar ou refinar. Por volta do fim do desenvolvimento, Tanabe teve dores nas costas e teve que tirar uma semana de férias. Durante esse tempo, a assistente de produção Risa Tabata foi encarregada de suas funções, e Tanabe decidiu mantê-la assim até o fim da produção. A música, que foi inspirada pela trilha sonora de David Wise e Eveline Fischer dos jogos da série para Super Nintendo, foi co-escrita por Kenji Yamamoto, que havia trabalhado na trilogia Metroid Prime. Yamamoto escreveu canções para se encaixar no estilo de algumas fases, e algumas delas eram reescritas se seus níveis respectivos fossem muito alterados. Takashi Nagasako dublou Donkey Kong e Cranky Kong, e Katsumi Suzuki dublou Diddy Kong.

## Lançamento

### Donkey Kong Country Returns 3D
Em 14 de fevereiro de 2013, a Nintendo anunciou em sua transmissão Nintendo Direct que um porte do jogo para Nintendo 3DS, intitulado Donkey Kong Country Returns 3D, estava em desenvolvimento e seria lançado em 24 de maio de 2013. O jogo foi reconstruído do zero pela Monster Games e era renderizado com gráficos de estereoscopia 3D. A versão de 3DS inclui dois modos de jogo; o "Modo Original" funciona da mesma forma que a versão original para Wii, enquanto o "Modo Novo" introduz alguns novos itens para tornar o jogo mais fácil, incluindo vida extra. Essa versão também inclui um mundo extra com oito novos níveis que não estão presentes na versão para Wii.

### Relançamento para o Wii U
Na Nintendo Direct de janeiro de 2015, foi anunciado que a versão de Wii de Donkey Kong Country Returns e outros jogos de Wii serial relançados para download no Wii U via Nintendo eShop. Donkey Kong Country Returns foi disponibilizado na Nintendo eShop em 21 de janeiro de 2015 no Japão, 22 de janeiro de 2015 na Europa e 23 de janeiro de 2015 na Austrália e Nova Zelândia. Entre 31 de março de 30 de junho de 2016, o relançamento digital de Donkey Kong Country Returns foi disponibilizado para usuários de Wii U na América do Norte exclusivamente como uma recompensa do My Nintendo. O jogo foi disponibilizado comercialmente na Nintendo eShop da América do Norte em 22 de setembro de 2016.

### Lançamento no Nvidia Shield
Em 4 de julho de 2019, Donkey Kong Country Returns foi lançado no Nvidia Shield no mercado chinês. Essa versão do jogo está disponível em alta definição, ao contrário da versão original de Wii.

### Nintendo Switch
Uma remasterização para Nintendo Switch, intitulada Donkey Kong Country Returns HD, foi anunciada em uma apresentação do Nintendo Direct em junho de 2024. Desenvolvido pela Forever Entertainment, foi lançado em 16 de janeiro de 2025 e inclui o conteúdo adicional presente na versão de 3DS.

## Recepção
Donkey Kong Country Returns recebeu críticas majoritariamente positivas. Em sua premiação para jogos lançados em 2010, a IGN deu a Returns os prêmios para "Melhor Design Retrô" e "Mais Desafiador", e então selecionou o jogo como o 5º melhor do console. A Game Informer o nomeou o Jogo do Mês para dezembro de 2010, com o redator Dan Ryckert o elogiando como "um dos melhores jogos de plataforma que [eles] já jogaram". A publicação mais tarde o escolher como o "Melhor Jogo de Plataforma" e "Melhor Exclusivo de Wii" de 2010.
Críticos elogiaram seus gráficos, design de níveis e jogabilidade rápida de plataforma, que viram como um retorno à glória para os jogos da série Donkey Kong Country. Entretanto, seus controles de movimento e curva de dificuldade receberam opiniões mais mistas. Craig Harris, da IGN, deu ao jogo o prêmio "Escolha do Editor", afirmando "esse é um retorno retrô e incrivelmente desafiador que talvez não incendeie o gênero com inovação mas, para mim, é melhor do que o incrível jogo que o inspirou [...] a Rare deveria estar orgulhosa que sua criação está nas mãos certas. Ou então com muita inveja. Também funciona." Os dois apresentadores do talk show de videogames Good Game deram um 9 e um 8,5 de 10 ao jogo, elogiando como a música era parecida com o estilo da música original, e que o jogo conseguia evitar ser complexo demais sem ser excessivamente simplório, dizendo, "se você é um fã dos antigos jogos, ou se só quer uma ótima experiência de plataforma, esse jogo vale no mínimo o mesmo que o monte de bananas douradas de Kong." A X-Play elogiou a similaridade de Returns aos jogos anteriores da série, o valor replay do jogo e seus gráficos, mas a análise critiou os controles de movimento "que te forçam a reagir rapidamente em maus momentos, clicar em um botão seria suficiente" e a jogabilidade cooperativa, dizendo, "se seu parceiro tiver uma inclinação a morrer, espere jogos curtos, já que ele ou ela provavelmente escoará o número de vidas que vocês compartilham." A GamesRadar elogiou o jogo por seus níveis excelentes e apelo aos fãs, criticando-o por níveis que são "frustrantes, pouco claros e frequentemente enganadores que não se parecem com qualquer aventura anterior de Donkey Kong," e controles de movimento que o fizeram "questionar os controles em um jogo de plataforma". A GameTrailers elogiou a jogabilidade e diversidade de níveis do jogo, enquanto a Giant Bomb afirmou que "a Retro recaptura a maior parte das veneradas raízes de plataforma de Donkey Kong nessa excelente sequência para Wii."

### Vendas
O jogo ficou em terceiro nas tabelas de vendas de jogos eletrônicos do Japão em sua semana de lançamento, com 163.310 unidades vendidas, e vendeu 638.305 cópias no Japão até 2 de janeiro de 2011. Na América do Norte, o jogo estreiou em sexto lugar nas tabelas, com 430.370 unidades vendidas. Até o fim de março de 2011, o jogo havia vendido 4,98 milhões de cópias mundialmente.
Em 12 de setembro de 2013, a Nintendo anunciou que a versão de 3DS havia vendido 268.000 unidades nos Estados Unidos. Até 31 de março de 2014, Donkey Kong Country Returns 3D tinha vendido 1,52 milhão de unidades mundialmente.
As duas versões do jogo, bem como sua sequência, foram adicionadas à marca Nintendo Selects em 11 de março de 2016 na América do Norte.